# Ardeshir Zahedi

Ardeshir Zahedi och Mohammad Reza Pahlavi.

Ardeshir Zahedi (persiska: اردشیر زاهدی), född 16 oktober 1928 i Teheran, Persien, död 18 november 2021 i Montreux, Schweiz, var en iransk politiker och diplomat under 1960- och 70-talen.
Zahedi var bland annat Irans utrikesminister 1966–1971 och ambassadör i USA och Storbritannien. Han var även gift med shahen Mohammad Reza Shah Pahlavis dotter Shahnaz Pahlavi.

## Biografi och politisk karriär
Ardeshir Zahedi var son till generalen Fazlollah Zahedi, som var Irans inrikesminister efter Mohammed Mossadeqs avgång.  Zahedi tog en examen i lantbrukskunskap vid Utah State University 1950, där han var medlem i Kappa Sigma. Sju år senare gifte han sig med Mohammad Reza Pahlavis dotter Shahnaz Pahlavi. De skilde sig 1964. Ardeshir Zahedi levde jetsetliv och hade förbindelser med många berömda kvinnor, däribland Jackie Kennedy och Elisabeth Taylor.
Zahedi tjänstgjorde som Irans ambassadör i USA mellan åren 1960-1962, i England mellan 1962 och 1966, och igen i USA mellan 1973 och 1979.  Under sin andra tjänstgöringsperiod i Washington D.C. blev han omtalad för sitt kärleksförhållande med Elisabeth Taylor. Skådespelerskan Barbara Howar kallade paret för stadens "hetaste".
I premiärminister Amir Abbas Hoveidas regering tjänstgjorde Zahedi som utrikesminister mellan 1966 och 1971.
Under Hanafi gisslandramat i Washington D.C. 1977 lyckades Zahedi förhandla med representanter för Nation of Islam om att frige 149 av gisslan.
Kort efter att shahen lämnade Iran 1979 lämnade Zahedi sin post som ambassadör i USA. Han gjorde stora ansträngningar att säkra politisk asyl åt den iranska kungafamiljen i olika länder utan framgång. Han var närvarande vid shahens dödsbädd och på dennes begravning i Kairo 1980.
Zahedi uttryckte 2006 sitt stöd för Irans kärnkraftsprogram i en intervju med VOA:s persiskspråkiga kanal.
Zahedi har varit bosatt i USA sedan revolutionen i Iran.

## Utmärkelser
- Kommendör med stora korset av Vasaorden, 24 november 1970.[11]